# Biotopo Le Grave
Il Biotopo Le Grave è un'area naturale protetta del Trentino-Alto Adige istituita nel 1988.
Occupa una superficie di 29,72 ha nella Provincia autonoma di Trento.

## Territorio
L'area naturale si trova presso il comune di Civezzano a 900 metri di altitudine sul Monte Calisio detto l'Argentario.
Il biotopo comprende una zona umida e una arida poste ai piedi e sul fianco di un piccolo dosso chiamato Doss Le Grave. La parte arida è caratterizzata dalla presenza di ghiaia di porfido ed entra subito in contatto con la torbiera sottostante. Questo ambiente si è formato per il riempimento di un piccolo bacino lacustre già esistente di cui rimangono alcuni piccoli specchi d'acqua.

## Flora
La vegetazione presente nella zona arida del biotopo è caratterizzata dalla presenza della Globularia cordifolia, del pero corvino (Amelanchier ovalis), della roverella (Quercus pubescens), del pino silvestre (Pinus sylvestris), dell'orniello (Fraxinus ornus), di ginepri e di uva ursina (Arctostaphylos uva-ursi). Date che le difficili condizioni ambientali tale vegetazione assume forme contorte e cresce stentatamente raggiungendo dimensioni ridotte.
La flora della zona umida è composta da porzioni di cariceti e di falasco (Cladium mariscus). È caratterizzata dalla presenza di specie rare tra cui il gladiolo di palude (Gladiolus palustris), le orchidee di palude, la ninfea (Nymphaea alba) e l'utricolaria (Utricularia minor), una piccola pianta carnivora che vive sommersa nelle pozze d'acqua della torbiera. 

## Fauna
La fauna del biotopo è costituita da insetti tipici delle zone aride, rettili e uccelli, tra cui il succiacapre (Caprimulgus europaeus). Nella zona umida sono presenti anfibi, tra cui l'ululone dal ventre giallo (Bombina variegata), e varie specie di uccelli come il germano reale (Anas platyrhynchos) e il porciglione (Rallus aquaticus). 

## Punti di interesse
All'interno dell'area naturale, partendo dal lago di Santa Colomba, si può percorrere un sentiero ad anello adatto a tutti. Lungo il percorso si trovano 14 punti di interesse dove ci sono tabelle con brevi descrizioni; le iscrizioni proposte sono: le conche, i dossi, i "cadini", la torbiera, le latifoglie igrofile, i boschi artificiali, il suolo arido, la vegetazione arida, i bonsai naturali, gli alberi morti, la filosofia Zen, il silenzio, l’occhio di torbiera e la barite.

## Accessi
In auto da Trento prendere la strada per Civezzano fino al lago di Santa Colomba.